# Lochy

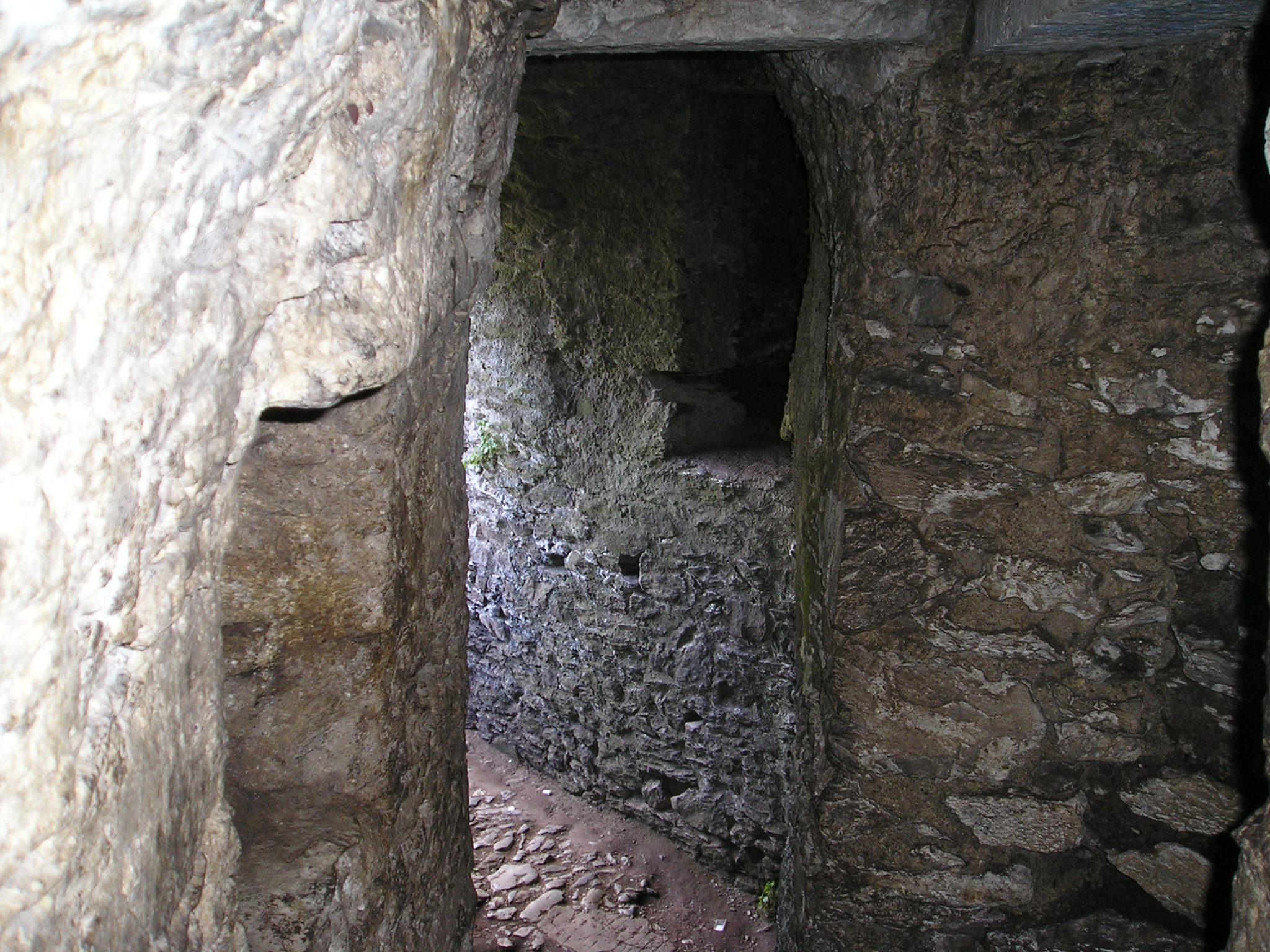
Lochy zamku w Blarney

Lochy – podziemna część zamku służąca zwłaszcza w czasach pokoju jako więzienie. Jako że znajdowała się zazwyczaj pod głównym zamkiem była jednocześnie najbezpieczniejszym miejscem, dlatego w okresie wojny miała charakter obronny.